# Hanna O’Donell
Hanna Gräfin O’Donell, geb. Bauer (* 11. Dezember 1874 in Brünn; † nach 1936) war eine österreichische Schriftstellerin. Sie schrieb auch unter dem Pseudonym Otto Nell.

## Leben
O’Donell wurde als einzige Tochter des wohlhabenden Fabrikbesitzers Ferdinand Bauer († 1875) in Brünn geboren. Im Alter von sieben Jahren zog sie mit ihrer Mutter nach Wien, wo sie ein Institut besuchte. Nachdem ihre Mutter zum zweiten Mal geheiratet hatte, wurde die junge Hanna Bauer zuerst auf ein Pensionat in Dresden und 1887 in das Kloster Sacré Cœur in Graz geschickt, wo sie bis 1891 verblieb.
Bereits 1892 heiratete sie den Dragonerrittmeister Hermann Landsteiner. Der Ehe, die 1900 geschieden wurde, entstammte ein kränkliches Kind, das bald erblindete. O’Donell trat zum evangelischen Glauben über und heiratete 1904 in Ungarn den k. u. k. Kämmerer und Offizier Graf Roderich O’Donell von Tyrconell (* 20. Oktober 1871), mit dem sie nach Veresegyház bei Gödöllő zog.

## Werke
- Otto Nell: Friedenssucher. Roman in Tageblättern. Brünn 1908. (weitere Ausgaben: Rössler, Gablonz 1912; sowie in der Reihe: Das Bergland-Buch. Deutsche Vereins-Druckerei, Salzburg u. a. 1935.)
- Sic transit. Bilder und Szenen aus der Renaissancezeit. Novellen. Westermann, Berlin u. a. 1915.